# Chiesa di San Zeno in Bordiono
La chiesa di San Zeno in Bordiono (o Bordione) è una chiesa cristiana in rovina situata nel comune di Costermano sul Garda, in provincia di Verona.

## Storia

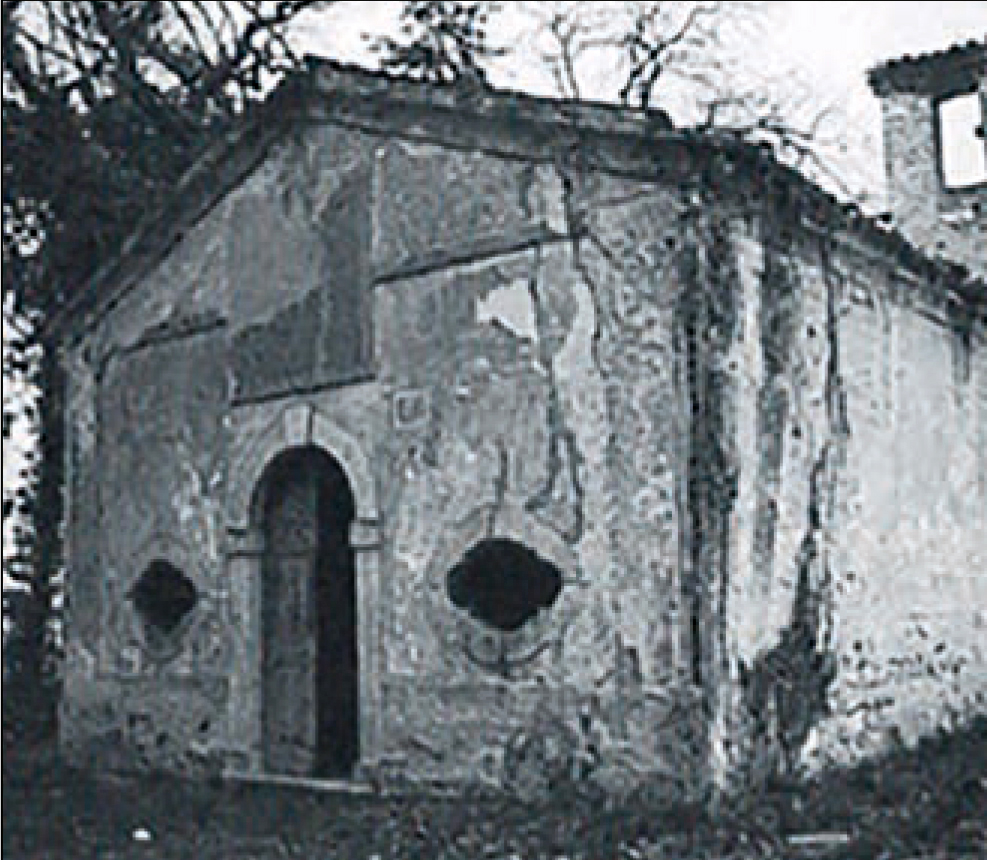
La chiesa prima dei crolli

L'esistenza di questa chiesa è documentata a partire dalla seconda metà del XII secolo, come anche nel successivo, quando era alle dipendenze del priorato di San Colombano di Bardolino. Nel 1416 risulta di proprietà del comune di Costermano e custodita da eremiti; nel 1530 viene visitata dal vescovo di Verona Gian Matteo Giberti, che la trova custodita da un frate francescano e nuovamente soggetta alla chiesa di San Colombano. Due anni dopo sono due i francescani a tenerla, fra' Giorgio da Milano e fra' Giacomo da Quinzano, i quali commissionarono gli affreschi dell'interno. In un'altra visita pastorale del 1595 è dipendente dal parroco di Costermano, che vi celebra la messa solo nel giorno del patrono.
Sospesa perché in cattive condizioni nel 1664, viene restaurata e restiuita al culto entro il 1673 e risulta in uso nel corso di tutto il Settecento (nel 1710 è documentata anche una processione annuale da Costermano nel giorno del santo titolare). Ceduta al demanio nel 1806, torna di proprietà della parrocchia di Costermano nel 1819 e, dopo l'annessione del Veneto all'Italia, viene venduta a privati, pur rimanendo aperta al pubblico almeno fino al 1905.
Dalla seconda metà del Novecento viene abbandonata e comincia ad andare in degrado; negli anni 1990 il comune di Costermano tenta di riacquistarla dai proprietari, ma l'accordo non va a buon fine e la struttura cade velocemente in rovina: nei primi anni 2000 crolla il tetto, seguito dalla facciata e dalla parete sinistra.

## Descrizione

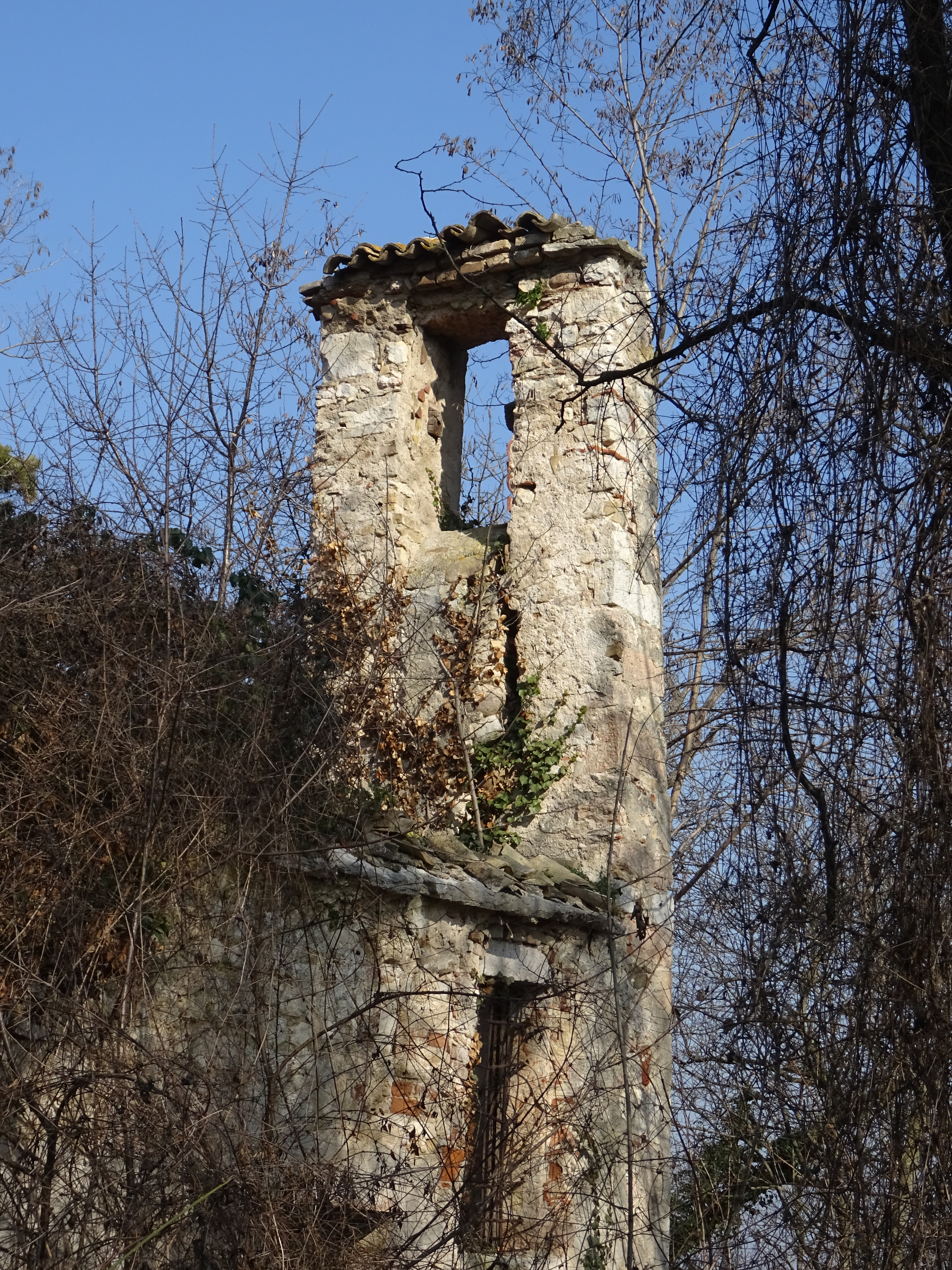
Il campanile a vela

La chiesa, regolarmente orientata verso est, si trova all'interno di un querceto nelle colline tra gli abitati di Costermano e Albarè, vicino alla località di Murlongo; al 2023 restano in piedi la parete destra e quella di fondo, con il catino absidale, e svetta ancora sopra la vegetazione il campanile a vela.
Prima del degrado si presentava con facciata a capanna, aperta da un portale ad arco e da due finestrelle ellittiche ai suoi lati, rinserrata tra due lesene e coronata da un timpano con pittura centrale. Il tetto era realizzato in coppi di Porcino, con il campaniletto a destra sopra l'abside. 
L'interno consisteva di una singola navata a pianta rettangolare, grande 6,5x10 metri, coperta da un soffitto a capriate e terminante con una piccola abside semicircolare; era presente un piccolo altare policromo con una pala seicentesca opera di Carlo Maschera, ora scomparsa. La parete sinistra era ornata da affreschi cinquecenteschi raffiguranti una Pietà con i santi Zeno, Francesco, Bernardino e Antonio di Padova, e sopra la scritta O QUAM TRISTIT ET AFFLICTA FUIT ILLA BENEDICTA MATER UNIGEN(ITI); altri affreschi, questi ottocenteschi, decoravano l'abside.